# Profundulus candalarius
Profundulus candalarius är en fiskart som beskrevs av Hubbs 1924. Profundulus candalarius ingår i släktet Profundulus och familjen Profundulidae. IUCN kategoriserar arten globalt som nära hotad. Inga underarter finns listade i Catalogue of Life.